# Matjaž Kek
Matjaž Kek (ur. 9 września 1961 w Mariborze) – słoweński piłkarz występujący najczęściej na pozycji środkowego obrońcy oraz trener piłkarski. Obecnie pełni funkcję selekcjonera reprezentacji Słowenii.

## Kariera piłkarska
Matjaž Kek zawodową karierę rozpoczął w 1979 w klubie ze swojego rodzinnego miasta – NK Maribor. W debiutanckim sezonie rozegrał dla niego 4 ligowe pojedynki, jednak w kolejnych rozgrywkach miał już zapewnione miejsce w podstawowym składzie i zanotował 24 występy. W Mariborze Słoweniec grał przez 6 sezonów i nie odnosił wówczas żadnych sukcesów.
W 1985 Kek przeniósł się do Austrii, gdzie podpisał kontrakt z drużyną SV Spittal. Grał w niej przez 3 lata, po czym odszedł do zespołu Grazer AK. Będąc zawodnikiem tego klubu Kek w 1992 zadebiutował w reprezentacji Słowenii. W 1995 piłkarz powrócił do Maribora i 3 razy wywalczył z nim mistrzostwo Słowenii: w sezonach 1996/1997, 1997/1998 i 1998/1999.

## Kariera trenerska
W 1999 Kek był asystentem Bojana Prašnikara w drużynie NK Maribor, a następnie został pierwszym trenerem tego zespołu. W sezonie 2000/2001 zdobył z klubem mistrzostwo Słowenii. W kolejnych rozgrywkach Kek był drugim trenerem Maribora, który znów zwyciężył ligowe rozgrywki. Po zakończeniu sezonu Kek powrócił na stanowisko pierwszego trenera Maribora i ponownie wywalczył z nim mistrzostwo kraju.
W latach 2006–2007 Kek pracował z reprezentacjami Słowenii do lat 15 oraz 16. 3 stycznia 2007 został selekcjonerem pierwszej reprezentacji Słowenii. W listopadzie 2009 dzięki pokonaniu w dwumeczu barażowym Rosji, Kek awansował ze swoim zespołem do Mistrzostw Świata w RPA.